# Ruszkowiec
Ruszkowiec – wieś sołecka w Polsce położona w województwie świętokrzyskim, w powiecie opatowskim, w gminie Sadowie
| SIMC    | Nazwa    | Rodzaj    |
| ------- | -------- | --------- |
| 0806335 | Okopanki | część wsi |
| 0806341 | Podpora  | część wsi |

W latach 1975–1998 miejscowość administracyjnie należała do województwa tarnobrzeskiego.

## Historia
Według Jana Długosza w XV w. wieś była własnością biskupstwa lubuskiego. Było tu 6 łanów oraz 1 łan karczemny, z których dziesięcinę snopową oddawano kustodii opatowskiej. Wartość dziesięciny wynosiła 14 grzywien. Karczmarz i miejscowi kmiecie oddawali także kustoszowi opatowskiemu 4 pęki konopi oraz ćwiartkę siemienia konopnego.
Według rejestru poborowego z 1578 r. wieś była własnością „illmi ducis” (prawdopodobnie Mikołaja Radziwiłła). W Ruszkowcu było 14 osadników na 6 ⅔ łana oraz 1 ubogi.

## Urodzeni w Ruszkowcu
3 maja 1888 w Ruszkowcu urodził się Władysław Belina-Prażmowski – dowódca 1 Pułku Ułanów Legionów Polskich.